# ハンス＝ヘルマン・ホッペ
ハンス＝ヘルマン・ホッペ(Hans-Hermann Hoppe 1949年9月2日) は、アメリカ合衆国の経済学者。ネバダ大学ラスベガス校名誉教授。

## 経歴
西ドイツのニーダーザクセン州パイネ郡パイネで生まれた。ドイツのザールラント大学を卒業後、ヨハン・ヴォルフガング・ゲーテ大学フランクフルト・アム・マインで修士号と博士号を取得した。
米国のミシガン大学でポスドクポジションを経て、帰国後にヨハン・ヴォルフガング・ゲーテ大学フランクフルト・アム・マインでハビリタツィオーン (大学教授資格)を取得した。はじめユルゲン・ハーバーマスに師事するがいつしか思想的に離れた。のちに米国の経済学者マレー・ロスバードに心酔してドイツからニューヨークに移った。
米国の市民権を取得。
米国のネバダ大学ラスベガス校のビジネススクールで教鞭を執った。経済学者ルートヴィヒ・フォン・ミーゼスの名を冠したミーゼス研究所の主席研究員であり、
同研究所が発行する学術誌『Journal of Libertarian Studies』の主要寄稿者である。2001年に著作『Democracy: The God That Failed』を刊行して反響を得た。2006年に自由財産協会を設立した。
基本的にハンス＝ヘルマン・ホッペはオーストリア学派の流れに属し、ルートヴィヒ・フォン・ミーゼスやマレー・ロスバードの影響が濃いのが特徴である。私有財産のみ至上であり、一切の国家の関与を否定するリバタリアニズムと無政府資本主義を唱える。一方でホッペはリバタリアンの間において文化保守主義の側面について強く批判されることもあり、そのことからパレオリバタリアンと評されることも多い。

## 著作
- Handeln und Erkennen (1976)
- Kritik der kausalwissenschaftlichen Sozialforschung (1983)
- Eigentum, Anarchie und Staat, (1987)
- Praxeology and Economic Science (1988)
- A Theory of Socialism and Capitalism (1989)
- Economic Science and the Austrian Method (1995)
- Democracy: The God That Failed (2001)
- The Economics and Ethics of Private Property (2006)

## 批評
彼の哲学的作業は多様な反響を呼び起こしており、同僚の中には、彼の思想が曖昧で不明確な哲学的仮定に基づいていると批判する者もいた。
フィリップ・マグネス(Phillip Magness)などの批評家は、ホッペの文化的・保守的思想は、オーストリア学派の伝統に由来するミーゼスの思想からではなく、むしろ他の右翼的政治思想やフランクフルト学派など、外部の哲学的伝統の影響を受けた結果であると主張している。
ブロック(W. Block)は、ホッペの現実世界の移民制限の主張は、現実の国家の権力を受け入れ（認めて）ているため、リバタリアンの原則と矛盾していると主張した。